# Monorhaphis
Genre
Monorhaphis est un genre monotypique d'éponges siliceuses des abysses.

## Taxonomie
En 1904, Franz Eilhard Schulze, zoologiste et anatomiste allemand, crée le taxon Monorhaphis, afin de classer une espèce nouvellement découverte : Monorhaphis chuni. Initialement inclus dans la famille Semperellidae, le genre Monorhaphis est reclassé dans la famille Monorhaphididae, en 1927, par le zoologiste japonais Iijima Isao.

## Liste d'espèces
Selon Catalogue of Life (20 avril 2019) :
- Monorhaphis chuni Schulze, 1904

Selon ITIS (20 avril 2019) :
- Monorhaphis chuni Schulze, 1904

Selon NCBI (20 avril 2019) :
- Monorhaphis chuni